# Třída M21
Třída M21 jsou hlídkové čluny Thajského královského námořnictva. Mezi jejich hlavní úkoly patří ochrana výhradní námořní ekonomické zóny země, prosazování práva, kontrola rybolovu, nebo přeprava VIP. Do března 2016 bylo objednáno 14 člunů této třídy.

## Stavba
Třídu vyvinula a staví thajská loděnice Marsun Company Limited. První tři čluny (T.228-T.230) thajské námořnictvo získalo v květnu 2013. V roce 2015 bylo objednáno dalších šest člunů (T.232-T.237, které byly spuštěny na vodu v dubnu 2016) a v březnu 2016 ještě čtyři jednotky (T.261-T.264).
Dne 15. února 2018 bylo na vodu spuštěno dalších pět člunů (T.265-T.269) a 24. července 2018 ještě pět (T.270–T.274). Druhá pětice byla námořnictvu předána 22. listopadu 2018. Do listopadu 2018 bylo uvedeno do provozu celkem 23 jednotek.

## Konstrukce
Plavidla mají trup i nástavby z hliníkových slitin. Jsou vyzbrojena jedním 20mm kanónem Denel GI-2 a jedním 12,7mm kulometem s koaxiálním 81mm granátometem. Nesou jeden inspekční člun RHIB. Pohonný systém tvoří dva diesely MAN, každý o výkonu 1029 kW, pohánějící dva lodní šrouby. Nejvyšší rychlost přesahuje 30 uzlů. Dosah přesahuje 350 námořních mil.